# La Villedieu-en-Fontenette
La Villedieu-en-Fontenette település Franciaországban, Haute-Saône megyében. Lakosainak száma 167 fő (2022. január 1.). La Villedieu-en-Fontenette Conflans-sur-Lanterne, Équevilley, Meurcourt és Neurey-en-Vaux községekkel határos.

## Népesség
A település népességének változása:
| Lakosok száma | 184  | 176  | 177  | 176  | 173  | 171  | 168  | 166  | 167  |
|               | 2013 | 2015 | 2016 | 2017 | 2018 | 2019 | 2020 | 2021 | 2022 |